# Bundesamt für Seeschifffahrt und Hydrographie

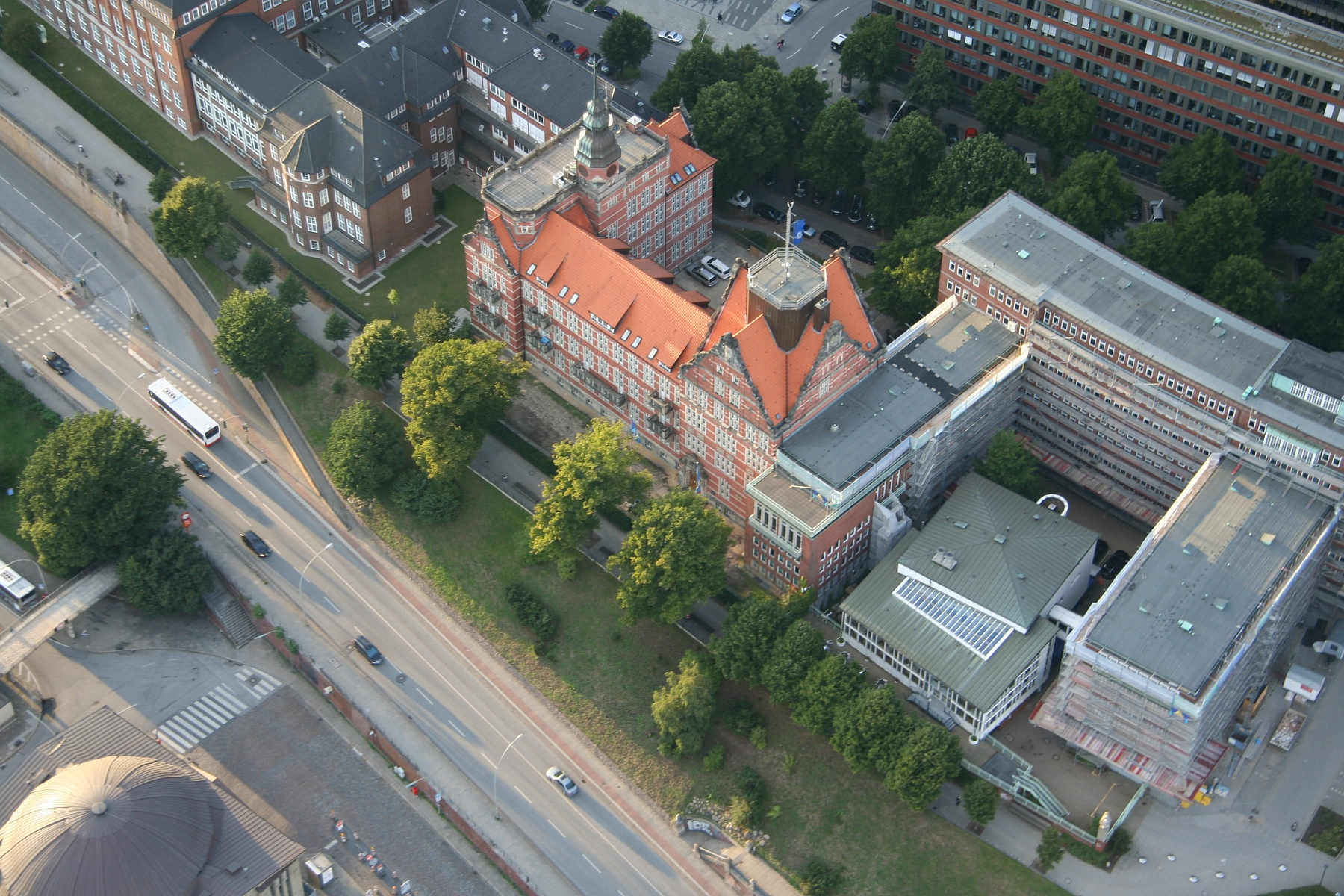
BSH am Standort Hamburg-St. Pauli, Bernhard-Nocht-Straße

Das Bundesamt für Seeschifffahrt und Hydrographie (BSH) ist eine deutsche Bundesoberbehörde mit Dienstsitzen in Hamburg und Rostock mit rund 800 Mitarbeitern.

## Geschichte

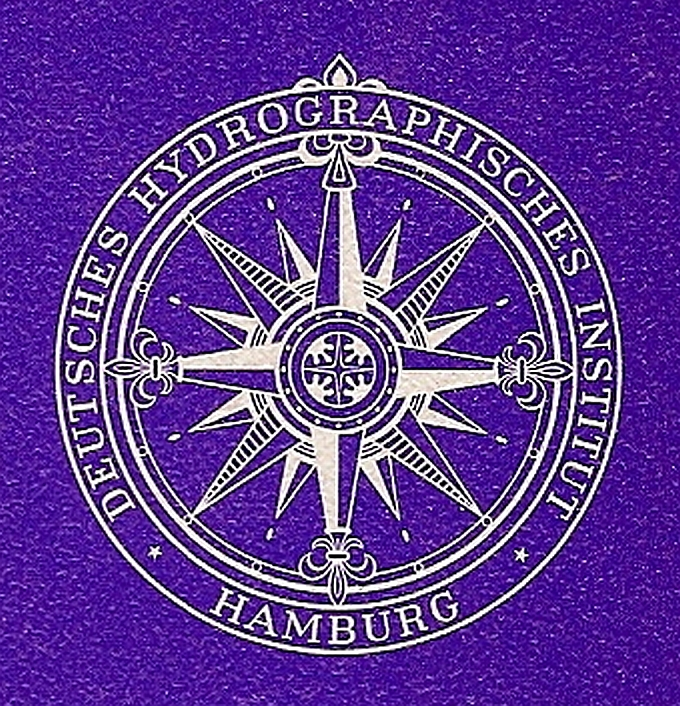
Emblem des ehem. Deutschen Hydrographischen Instituts

Es hat seine historischen Wurzeln in der von Wilhelm von Freeden gegründeten Norddeutschen Seewarte. Diese hatte bereits seit 1868 individuelle Segelanweisungen nach nautischen und meteorologischen Beobachtungen angefertigt. Nach dem Zweiten Weltkrieg übernahm das 1945 gegründete Deutsche Hydrographische Institut (DHI) diese Aufgaben.
1990 wurde das DHI (letzter Präsident desselben war der 1924 geborene Gerhard Zickwolff) mit dem Bundesamt für Schiffsvermessung (BAS) zum BSH zusammengefasst. Mit Vereinigung der beiden deutschen Staaten wurde der Seehydrographische Dienst (SHD) der DDR, vormals ein Teil der Volksmarine, am 3. Oktober 1990 eingegliedert.
Die Föderalismuskommission von 1992 sprach sich dafür aus, zum Zeitpunkt mindestens 150 Stellen sowie den Sitz der Behördenleitung nach Rostock zu verlagern. Damit sollte eine „ausgeglichene Verteilung von Bundesbehörden unter besonderer Berücksichtigung der neuen Länder“ erreicht werden. Seit dem 1. Juli 1994 ist Rostock gleichberechtigter Dienstsitz neben Hamburg.

## Aufgaben
Das Bundesamt für Seeschifffahrt und Hydrographie ist maritimer Dienstleistungspartner für Schifffahrt, Wirtschaft und Meeresumwelt. Die Zuständigkeiten sind u. a. im Seeaufgabengesetz geregelt. Es gehört als Bundesoberbehörde zum Geschäftsbereich des Bundesministeriums für Verkehr und verfügt über ein weites Aufgabenspektrum:
- Förderung der deutschen Handelsflotte
- Schiffsvermessung und Flaggenrecht
- Erteilung und Registrierung von Zeugnissen für Seeleute
- Prüfung und Weiterentwicklung von Navigations- und Funkausrüstungen (Zulassung bis zum 31. Dezember 2015)[9]
- Maritime Gefahrenabwehr
- Herausgabe von amtlichen Seekarten, Seehandbüchern und weiteren nautischen Veröffentlichungen (z. B. NfS) für die Berufs- und Sportschifffahrt
- Vermessung in Nord- und Ostsee[10]
- Vorhersage von Gezeiten, Wasserstand und Sturmfluten
- Überwachung der Meeresumwelt mit Hilfe des marinen Umweltmessnetz (MARNET), das zurzeit mit zehn automatischen Messstationen betrieben wird
- Verfolgung von Umweltverstößen auf See
- Aufgaben mariner Raumplanung für Meeresnutzungen in der ausschließlichen Wirtschaftszone Deutschlands
- Genehmigung von Offshore-Aktivitäten wie Offshore-Windparks, Pipelines, Seekabel in der deutschen AWZ auf Grundlage des Seeanlagengesetzes der Nord- und Ostsee[11]
- nationale Überwachungsbehörde[12] für Sektor 26 (Schiffsausrüstung)[13] im Geltungsbereich der Verordnung (EU) 2019/1020.

Das BSH ist in vielen nationalen und internationalen Gremien vertreten, darunter sind unter anderem:
- Arbeitsgemeinschaft der Ressortforschungseinrichtungen
- Internationale Seeschifffahrts-Organisation (IMO)
- Internationale Hydrographische Organisation (IHO)
- Zwischenstaatliche Ozeanographische Kommission (IOC)
- Helsinki-Commission (HELCOM)
- Oslo-Paris-Kommission (OSPAR)
- International Electrotechnical Commission (IEC)
- European Global Ocean Observing System (EuroGOOS)

## Flotte
Für seine Arbeiten auf See bereedert das BSH fünf Arbeitsschiffe. Die Flotte des BSH besteht aus:
- Vermessungs-, Wracksuch- und Forschungsschiff Atair, Heimathafen Hamburg[17]
- Vermessungs-, Wracksuch- und Forschungsschiff Deneb, Heimathafen Rostock
- Vermessungs-, Wracksuch- und Forschungsschiff Wega, Heimathafen Hamburg
- Vermessungsschiff Capella, Heimathafen Rostock
- Vermessungsschiff Komet, Heimathafen Hamburg

Die vorrangig in der Nordsee operierenden Schiffe Atair, Komet und Wega haben Bremerhaven als Basishafen. Ihre Liegeplätze im Fischereihafen I sind mit Landstromanschlüssen ausgerüstet.

## Flaschenpost-Sammlung
Im Bibliotheksarchiv des BSH befindet sich die vermutlich größte Flaschenpost-Sammlung der Welt (ca. 660 Briefe aus der Zeit von 1864 bis 1933).

## Mitgliedschaft
- Deutsche Allianz für Meeresforschung (assoziiertes Mitglied)